# 7984 Маріус
(7984) 1980 SM (1980 SM, 1995 DJ12) — астероїд головного поясу.
Тіссеранів параметр щодо Юпітера — 3.353.